# Crucea de Cavaler a Crucii de Fier
Crucea de Cavaler a Crucii de Fier (în germană Ritterkreuz des Eisernen Kreuzes, simplificat Ritterkreuz) este un grad militar al Ordinului Crucea de Fier, cel mai înalt ordin al celui de-al treilea Reich, s-a înmânat ca recunoaștere a curajului în luptǎ sau pentru ghidarea cu succes a trupelor în timpul celui de-al doilea război mondial. A fost introdusǎ în septembrie 1939 odatǎ cu restaurarea Crucii de Fier. A avut cinci grade. Cea mai comunǎ a fost de fapt Crucea de Cavaler - acordatǎ la 7384 de persoane.
A fost acordată militarilor din: Wehrmacht - 4770 de persoane, Luftwaffe - 1787 de persoane, Waffen-SS - 466 de persoane, inclusiv 30 străini, Kriegsmarine - 318 de persoane, Forțele militare străine (aliații Germaniei) - 43 de persoane. 
Crucea de Cavaler a fost acordată tuturor celor 18 feldmareșali ai Wehrmacht-ului care au participat la război, ambilor Mari amirali și celor șase mareșali din Luftwaffe.

## Aspect
Crucea de Cavaler constă din trei părți principale: o bază de fier, față și rama exterioară. Acest cadru, în cele mai multe cazuri era realizat din argint, precum și din așa-numitul „argint german” - un aliaj de cupru, zinc și nichel. Spre sfârșitul războiului, unele exemplare conțineau numai de zinc. Baza a fost fǎcutǎ din fier pur, cu excepția crucilor pentru marinari, care au fost realizate din alamă de cerneluri, pentru a fi purtate pe un climat maritim. Crucea de Cavaler aparent corespunde Crucii de Fier de gradul întâi, însǎ diferă prin faptul că este puțin mai mare și se purta pe o eșarfă alb-negru-roșie (culoarea Reich-ului).

## Purtare
Se purta în jurul gâtului pe o panglică. Unor persoane le-a fost permisǎ pentru o fixare mai rigidǎ aplicarea diferitor tipuri de capse, clipuri și alte cîteva moduri. Au existat cazuri, când militarii se pregǎteau de luptă în loc de Crucea de Cavaler a Crucii de Fier foloseau ordine de clasa a II-a, în scopul de a evita deteriorarea sau pierderea recompensei. 

## Gradele militare ale ordinului Crucea de Cavaler a Crucii de Fier
Au existat cinci clase de distincții:
- Crucea de Cavaler a Crucii de Fier - acordatǎ la 7.384 de persoane
- Crucea de Cavaler a Crucii de Fier cu frunze de stejar (3 iunie 1940 - mai 1945) - 890 premiați, printre care nouă străini (3 români, 2 japonezi, un finlandez de origine suedeză, un suedez, un spaniol, un belgian și un eston)
- Crucea de Cavaler a Crucii de Fier cu frunze de stejar și spade (21 iulie 1941 - mai 1945) - 160 premiați, printre care un japonez
- Crucea de Cavaler a Crucii de Fier cu frunze de stejar, spade și diamante (15 iulie 1941 - 8 mai 1945) - 27 premiați
- Crucea de Cavaler a Crucii de Fier cu frunze de stejar din aur, spade și diamante (29 decembrie 1944) - un premiat (pilotul Hans-Ulrich Rudel)

## Crucea de Cavaler pentru străini

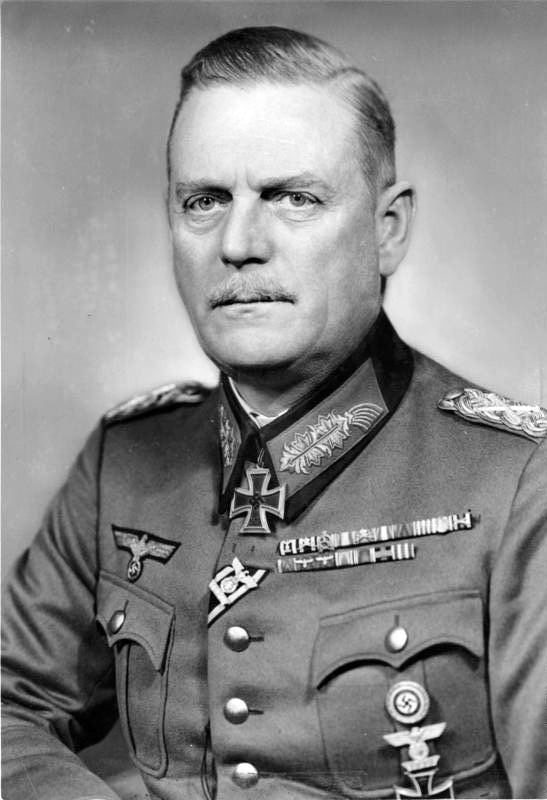
Wilhelm Keitel purtând Crucea de Cavaler

Printre beneficiarii Crucii de Cavaler au fost 73 de străini: 18 români, 12 letoni, 9 italieni, 8 maghiari, 4 estoni, 4 belgieni, 4 olandezi, 3 danezi, 3 francezi, 2 spanioli, 2 japonezi, 2 slovaci 2 finlandezi de origine suedeză. Dintre aceștia, 43 s-au atribuit Aliaților Germaniei (au luptat în formațiunile lor naționale, militare și armate) și 30 au luptat în Waffen-SS (letoni, belgieni, estoni, olandezi, danezi și francezi). 

### Militarii români decorați cu Crucea de Cavaler a Crucii de Fier
| Gradul și numele                               | Funcție militară                                                                             | Data decorării    |
| ---------------------------------------------- | -------------------------------------------------------------------------------------------- | ----------------- |
| General de armată Ion Antonescu                | Conducătorul statului român                                                                  | 6 august 1941     |
| General de brigadă Mihail Lascăr               | Comandantul Brigăzii 1 Munte                                                                 | 18 ianuarie 1942  |
| General de divizie Corneliu Dragalina          | Comandantul Corpului 6 Armată                                                                | 9 august 1942     |
| General de divizie Gheorghe Manoliu            | Comandantul Diviziei 4 Vânători de Munte                                                     | 30 august 1942    |
| General de armată Petre Dumitrescu             | Comandantul Armatei a 3-a Române                                                             | 1 septembrie 1942 |
| General de brigadă Ioan Dumitrache             | Comandantul Diviziei 2 Munte                                                                 | 21 noiembrie 1942 |
| Maior Gheorghe Rascanescu                      | Comandant de batalion în Regimentul 15 Infanterie Dorobanți din cadrul Diviziei 6 Infanterie | 4 decembrie 1942  |
| General de divizie Nicolae Tătăranu            | Comandantul Diviziei 20 Infanterie                                                           | 17 decembrie 1942 |
| General de brigadă Radu Korne                  | Comandantul Diviziei 8 Cavalerie motorizată                                                  | 18 decembrie 1942 |
| Colonel Ioan Hristea                           | Comandantul Regimentului 2 Cavalerie Călărași                                                | 28 martie 1943    |
| Maior Ioan Palaghiță                           | Comandant de batalion în Regimentul 94 Infanterie din cadrul Diviziei 19 Infanterie          | 7 aprilie 1943    |
| Colonel Corneliu Teodorini                     | Comandantul Diviziei 6 Cavalerie motorizată                                                  | 27 august 1943    |
| General de brigadă Leonard Mociulschi          | Comandantul Diviziei 3 Vânători de Munte                                                     | 18 decembrie 1943 |
| General aviator Ermil Gheorghiu                | Șeful Statului Major al Forțelor Aeriene                                                     | 4 aprilie 1944    |
| General aviator Emanoil Ionescu                | Comandantul Corpului 1 Aerian                                                                | 10 mai 1944       |
| Contraamiral Horia Macellariu                  | Comandantul Forței Navale Maritime Române                                                    | 21 mai 1944       |
| General de brigadă Edgar Rădulescu             | Comandantul Diviziei 11 Infanterie                                                           | 3 iulie 1944      |
| General de corp de armată Ioan Mihail Racoviță | Comandantul Armatei a 4-a Române                                                             | 7 iulie 1944      |